# Skara Brae

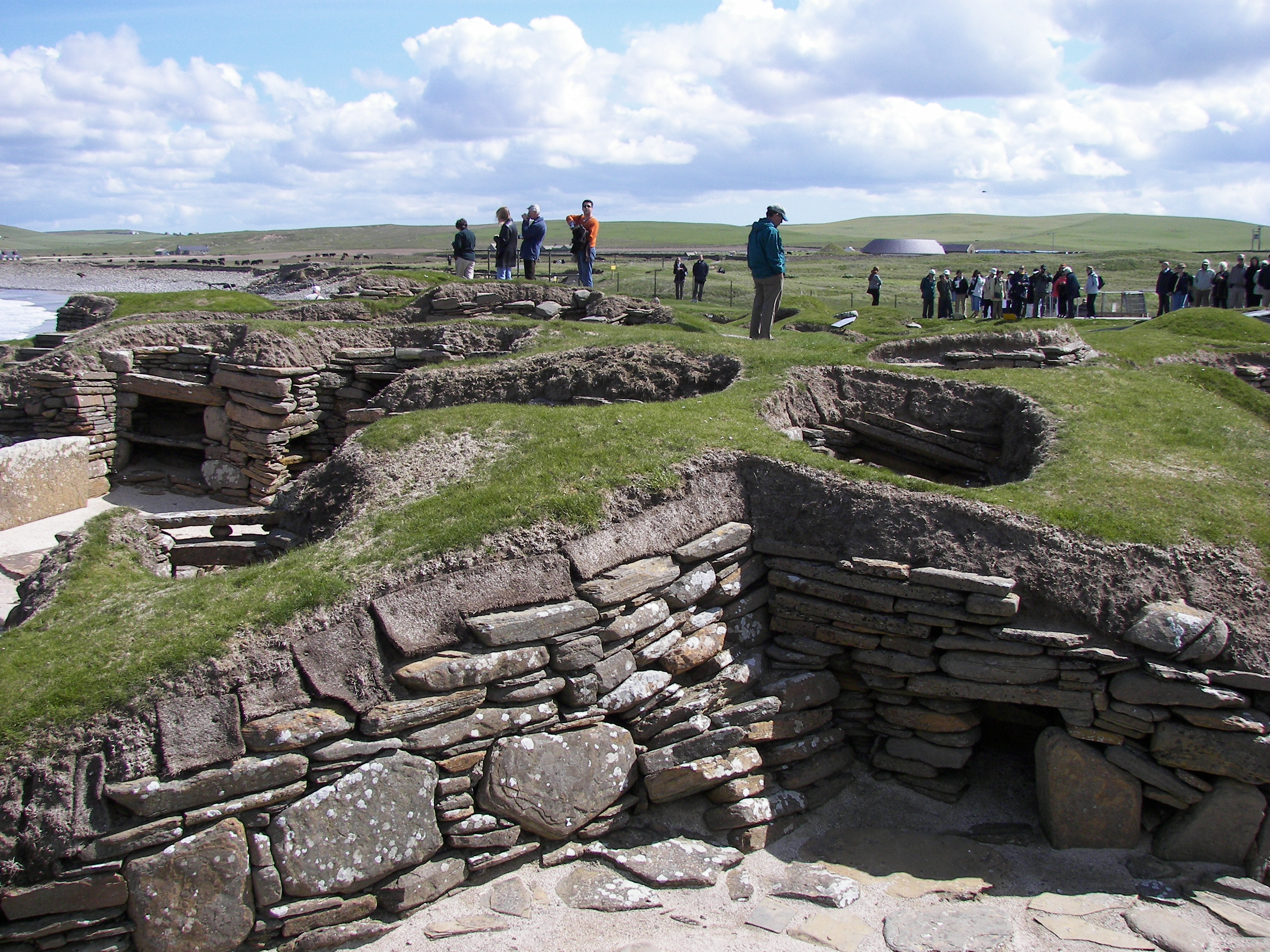
Escavações no sítio de Skara Brae.

Skara Brae /ˈskærə ˈbreɪ/ é um assentamento neolítico, situado na Baía de Skaill, a maior das ilhas Órcades. É composto por dez casas agrupadas que foram habitadas aproximadamente entre 3180 a 2500 AEC. Skara Brae é a aldeia neolítica mais completa e bem preservada do norte da Europa, tendo sido eleita como património mundial pela UNESCO, como um dos locais que constituem o "Coração Neolítico das Órcades". Mais antiga do que Stonehenge ou a Grande Pirâmide de Giza, este povoado tem sido denominado de "Scottish Pompeii" (Pompeia escocesa), devido ao seu excelente estado de preservação.

## Localização Geográfica
Skara Brae situa-se na ilha principal de Orkney na ponta norte da Escócia. Situadas no Mar do Norte o clima destas ilhas é muito severo tendo por isso uma paisagem desolada com poucas árvores.

## História
A povoação de Skara Brae foi construída na ilha principal de Orkney, a população neolítica utilizou uma alternativa à rara madeira da área para construir a povoação: Placas de pedra. Isto permitiu um vislumbre sobre o que seria uma casa neolítica. No centro da ilha temos uma série de depressões criadas por um monte de lixo, que foram aproveitadas para a construção de oito casas, todas feitas de pedra, com um comprimento entre os 4 e os 6 metros numa área rectangular com um forno central. Tendo em conta a falta de madeira julga-se que os telhados fossem feitos com as costelas de baleias, cobertas com peles de animais e depois colocada vegetação em cima para uma melhor protecção contra o clima severo. Nas casas as lajes de pedra serviam de mobília tanto para criar prateleiras, arcas e camas que depois eram cheias com vegetação e pele de animais. Esta povoação foi abandonada por volta de 2500 a.C. a mudança de clima tornando-se mais frio e úmido terá sido a razão do abandono. Foi em 1850 exposta por uma tempestade, sendo posteriormente escavada por Vere Gordon Childe. Até hoje continua a ser alvo de estudos por parte de arqueólogos e historiadores.Atingiu em 1999 juntamente com outros locais neolíticos de Orkney o estatuto de Património da Humanidade da UNESCO

## Sociedade
A sociedade de Skara Brae estava ligada a diversas actividades, pesca, agricultura e caça numa pequena escala. Os artefactos encontrados nas escavações efectuadas atestam estas actividades com ferramentas em osso e marfim, potes com entalhe, contas feitas de conchas e pedras e esculturas feitas em pedra com motivos geométricos. A povoação de Skara Brae foi construída na ilha principal de Orkney, a população neolítica utilizou uma alternativa á rara madeira da área para construir a povoação: Placas de pedra. Isto permitiu um vislumbre sobre o que seria uma casa neolítica. No centro da ilha temos uma série de depressões criadas por um monte de lixo, que foram aproveitadas para a construção de oito casas, todas feitas de pedra, com um comprimento entre os 4 e os 6 metros numa área rectangular com um forno central. Tendo em conta a falta de madeira julga-se que os telhados fossem feitos com as costelas de baleias, cobertas com peles de animais e depois colocada vegetação em cima para uma melhor protecção contra o clima severo. Nas casas as lajes de pedra serviam de mobília tanto para criar prateleiras, arcas e camas que depois eram cheias com vegetação e pele de animais. Esta povoação foi abandonada por volta de 2500 a.C. a mudança de clima tornando-se mais frio e úmido terá sido a razão do abandono. Foi em 1850 exposta por uma tempestade, sendo posteriormente escavada por Vere Gordon Childe. Até hoje continua a ser alvo de estudos por parte de arqueólogos e historiadores. Atingiu em 1999 juntamente com outros locais neolíticos de Orkney o estatuto de Património da Humanidade da UNESCO.